# Лазарев, Владислав Вадимович
Владисла́в Вади́мович Ла́зарев (род. 13 ноября 2001, Калининград) — российский футболист, полузащитник саратовского «Сокола».

## Карьера

### Ранние годы
Родился в Калининграде. Начал заниматься футболом в 5 лет. Первым тренером был Виктор Тимофеевич Граков. На одном из турниров в Нижнем Новгороде был замечен скаутами ЦСКА. В январе 2013 стал игроком армейской академии. Из-за низкого роста стал получать меньше игрового времени, в связи с чем принял решение вернуться в Калининград.

### «Балтика»
Летом 2017 года подписал контракт с «Балтикой». 26 января 2020 года, на зимних сборах, получил травму — разрыв крестообразной связки колена. Дебютировал за основную команду 24 октября 2020 года, заменив Алихана Шаваева на 90-й минуте, в игре против омского «Иртыша» (3:2). В 2021 году начал выступать за «Балтику-БФУ». 5 сентября 2021 года забил первый гол за основу в ворота «Торпедо» (1:1). По итогам сезона 2022/23 «Балтика» заняла второе место в Первой лиге и вышла в РПЛ. Лазарев принял участие в 32 матчах и набрал 12 очков по системе «гол+пас».
Дебютировал в Премьер-Лиге 23 июня 2023 года в гостевой игре против «Сочи» (0:2), заменив Артура Галояна на 60-й минуте. 25 сентября стало известно, что Лазарев перенесёт операцию из-за травмы мениска. Из-за этого повреждения игрок пропустил осеннюю часть сезона. Сезон 2023/24 получился смешанным для «Балтики»: клуб покинул высший дивизион, однако смог выйти в суперфинал Кубка России, где уступил петербургскому «Зениту» (1:2).
9 июля 2025 года контракт с «Балтикой» был расторгнут по соглашению сторон. 

#### Аренда в «Сочи»
21 июня 2024 года перешёл в «Сочи» на правах аренды с опцией выкупа. Первый матч за клуб провёл 21 июля, выйдя на замену в игре против «Балтики» (1:1). В январе 2025 года «Балтика» досрочно вернула Лазарева из аренды. За «Сочи» Лазарев провёл 14 матчей во всех турнирах.

#### Аренда в «Чайку»
17 января 2025 года Лазарев на правах аренды перешёл в «Чайку» до конца сезона-2024/25. 2 марта 2025 года в матче Первой лиги против «Уфы» (1:1) он дебютировал за новую команду, выйдя в стартовом составе. 5 апреля 2025 года в матче Первой лиги против «Нефтехимика» (2:1) Лазарев отметился первым результативным действием за «Чайку», отдав голевую передачу на Муслима Бамматгереева.

### «Сокол»
10 июля 2025 года подписал контракт с саратовским «Соколом». Дебютировал за новый клуб 20 июля в гостевой игре против «Нефтехимика» (0:0).

## Статистика выступлений
| Выступление      | Выступление       | Выступление      | Лига | Лига | Кубок | Кубок | Итого | Итого |
| Клуб             | Лига              | Сезон            | Игры | Голы | Игры  | Голы  | Игры  | Голы  |
| ---------------- | ----------------- | ---------------- | ---- | ---- | ----- | ----- | ----- | ----- |
| Балтика          | ФНЛ/Первая Лига   | 2020/21          | 6    | 0    | 0     | 0     | 6     | 0     |
| Балтика          | ФНЛ/Первая Лига   | 2021/22          | 22   | 6    | 3     | 0     | 25    | 6     |
| Балтика          | ФНЛ/Первая Лига   | 2022/23          | 32   | 7    | 0     | 0     | 32    | 7     |
| Балтика          | РПЛ               | 2023/24          | 8    | 0    | 4     | 0     | 12    | 0     |
| Балтика          | Итого             | Итого            | 68   | 13   | 7     | 0     | 75    | 13    |
| → Балтика-БФУ    | ФНЛ-2/Вторая Лига | 2021/22          | 4    | 0    | —     | —     | 4     | 0     |
| → Балтика-БФУ    | ФНЛ-2/Вторая Лига | 2022/23          | 1    | 1    | —     | —     | 1     | 1     |
| → Балтика-БФУ    | Итого             | Итого            | 5    | 1    | —     | —     | 5     | 1     |
| → Сочи           | ФНЛ/Первая Лига   | 2024/25          | 10   | 0    | 4     | 0     | 14    | 0     |
| → Сочи           | Итого             | Итого            | 10   | 0    | 4     | 0     | 14    | 0     |
| → Чайка          | ФНЛ/Первая Лига   | 2024/25          | 0    | 0    | 0     | 0     | 0     | 0     |
| → Чайка          | Итого             | Итого            | 0    | 0    | 0     | 0     | 0     | 0     |
| Итого за карьеру | Итого за карьеру  | Итого за карьеру | 83   | 14   | 11    | 0     | 94    | 14    |

## Достижения
«Балтика»
- Серебряный призёр Первой лиги: 2022/23
- Финалист Кубка России: 2023/24